# Khi điện thoại đổ chuông
Khi điện thoại đổ chuông (Hangul: 지금 거신 전화는, tiếng Anh: When the Phone Rings) là một bộ phim truyền hình Hàn Quốc có sự tham gia của Yoo Yeon-seok, Chae Soo-bin, Heo Nam-jun và Jang Gyu-ri. Kim Ji-woon đóng vai trò là người viết kịch bản cho bộ phim và được đồng đạo diễn bởi Park Sang-woo và Wi Deuk-gyu. Phim được phát sóng trên MBC TV từ ngày 22 tháng 11 năm 2024 và phát sóng vào thứ sáu và thứ bảy hàng tuần lúc 21:50 (KST). Bộ phim cũng được phát trên nền tảng phát trực tuyến Netflix ở các khu vực được chọn.

## Tóm tắt
Khi điện thoại đổ chuông kể về câu chuyện của một cặp vợ chồng "Show Window" – họ sống trong một cuộc hôn nhân sắp đặt và đã không nói chuyện với nhau trong suốt ba năm, mọi chuyện chỉ thay đổi khi nam chính nhận được một cuộc gọi đe dọa từ một kẻ bắt cóc. Tình huống hoàn toàn thay đổi khi nữ chính bắt đầu sử dụng chiếc điện thoại đó như một công cụ để thoát khỏi một mối quan hệ không mong muốn nhưng điều gì sẽ xảy ra nếu mọi thứ đảo ngược và bản thân nữ chính lại bị mắc kẹt trong cái bẫy mà cô đã giăng ra.

## Dàn diễn viên

### Chính
- Yoo Yeon-seok trong vai Baek Sa-eon[5]

Con trai của một gia đình chính trị nổi tiếng, có cho mình lý lịch hoàn hảo và là người phát ngôn tổng thống trẻ nhất. Anh ta từng là một phát thanh viên.
- Chae Soo-bin trong vai Hong Hee-joo/Na Hee-joo[5]

Một phiên dịch viên ngôn ngữ ký hiệu cho đài truyền hình và tòa án, người đã mất giọng nói do trầm cảm. Cô là vợ của Sa-eon.
- Heo Nam-jun [ko] trong vai Ji Sang-woo[3]

Một bác sĩ tâm lý cuốn hút với tính cách ấm áp và ngoại hình ưa nhìn. Đồng thời, anh cũng là một YouTuber chuyên làm về các vụ án bí ẩn, sở hữu 200.000 người đăng ký và đặc biệt thích đào sâu cũng như thảo luận về các vụ án chưa được giải quyết.
- Jang Gyu-ri trong vai Na Yu-ri[3]

Một phát thanh viên của đài truyền hình. Cô tốt nghiệp từ một trường đại học danh tiếng, là một nhân vật rạng rỡ và đáng mến với ngoại hình nổi bật cùng sự thân thiện bẩm sinh.

### Phụ

#### Gia đình của Sa-eon
- Jung Dong-hwan trong vai Baek Jang-ho[6]

Ông nội của Baek Sa-eon.
- Yu Seong-ju trong vai Baek Ui-yong[6]

Cha của Sa-eon.
- Chu Sang-mi trong vai Shim Kyu-jin[6]

Mẹ của Sa-eon.
- Lee Jae-joon trong vai Baek Sa-eon (lúc nhỏ)

#### Gia đình của Hee-joo
- Choi Kwang-il [ko] trong vai Hong Il-kyung[7]

Chủ tịch của Cheongwoon Ilbo và là cha dượng của Hee-joo.
- Oh Hyun-kyung trong vai Kim Yeon-Hui[6]

Bà là người vợ thứ hai của Il-kyung và từng là ca sĩ trong câu lạc bộ đêm.
- Han Jae-yi [ko] trong vai Hong In-na[6]

Chị gái kế (con riêng của cha dượng của Hee-joo). Cô từng là giám đốc của Trung tâm Nghệ thuật Cheongun.
- Park Won-sang trong vai Na Jin-chul[6]

Cha ruột của Hee Joo từng làm việc trong một vũ trường. Hiện ông đang được dưỡng bệnh trong một viện dưỡng lão sau khi được chẩn đoán mắc chứng suy giảm trí nhớ.
- Shin Yeon-woo trong vai Hong Hee-joo (lúc nhỏ)
- Yoon Seo-yeon trong vai Hong In-na (lúc nhỏ)

#### Những người trong văn phòng tổng thống
- Im Chul-soo [en] trong vai Kang Young-woo[6]

Quản lý của văn phòng phát ngôn viên.
- Choi Woo-jin [ko] trong vai Park Do-jae[8]

Một cán bộ hành chính đặc biệt hỗ trợ Sa-eon sát sao nhất. Anh là một "người làm việc bằng trăm người," thực hiện hoàn hảo mọi mệnh lệnh được giao và giống như một đặc vụ bí mật, có khả năng làm bất cứ điều gì.
- Park Sun-young trong vai Kim Soo-young[6]

Nhân viên hành chính của Văn phòng phát ngôn viên.
- Song Jin-hee trong vai Ahn Jin-hee[6]

Nhân viên hành chính của Văn phòng phát ngôn viên.
- Jung Ji-hwan trong vai Jeong Won-bin[9]

Một phiên dịch viên ngôn ngữ ký hiệu tập sự.

#### Những người xung quanh Sa-eon
- Ko Sang-ho [ko] trong vai Jang Hyuk-jin[10]

Một phóng viên chuyên đưa tin về văn phòng tổng thống. Anh là bạn thân của Sa-eon.
- Kim Jun-bae [ko] trong vai Jung Sang-hoon[6]
- Hong Seo-jun [ko] trong vai Min Do-ki[6]

Một người hầu giàu kinh nghiệm, chịu trách nhiệm quản lý mọi công việc của gia đình Baek và đồng thời là thư ký riêng của cha Sa-eon.

#### Những người xung quanh Hee-joo
- Yang Jo-ah trong vai Han Jin-yi

Giám đốc Trung tâm Phiên dịch Ngôn ngữ Ký hiệu.

#### Khác
- Park Jae-yoon trong vai Kẻ bắt cóc/Baek Sa-eon thật[6]

## Sản xuất

### Phát triển
Khi Điện Thoại Đổ Chuông là một bộ phim được lên kế hoạch bởi Kwon Sung-chang và do Kim Ji-woon đóng vai trò là nhà biên kịch, người trước đây đã viết kịch bản cho hai bộ phim là Góc khuất học đường (2021) và Bác sĩ Yo Han (2019). Bộ phim được đồng đạo diễn bởi Park Sang-woo, người trước đây đã đạo diễn cho Cấm hôn lệnh (2022–2023), cùng với Wi Deuk-gyu. Bộ phim được sản xuất bởi Bon Factory và Baram Pictures và được dựa trên loạt tiểu thuyết web nổi tiếng được đăng tải trên Kakao Page mang tên The Number You Have Dialed của Geon Eomul Nyeo. Bộ phim có tổng cộng 12 tập.
Vào ngày 8 tháng 5 năm 2024, MBC thông báo rằng họ đã hoàn tất quá trình tuyển vai và bộ phim đang bước vào quá trình sản xuất.

### Tuyển vai
Vào ngày 13 tháng 3 năm 2024, Yoo Yeon-seok và Chae Soo-bin đang được xem xét để tham gia bộ phim. Vào ngày 27 tháng 6, có thông tin rằng Jang Gyu-ri đã nhận được lời mời tham gia và đang tích cực xem xét về lời mời này. Đến ngày 8 tháng 5, Yoo và Chae được xác nhận rằng họ sẽ xuất hiện trong bộ phim. Vào ngày 24 tháng 9, Yoo, Chae, Heo Nam-jun và Jang đã xác nhận tham gia với tư cách là nhân vật chính trong bộ phim.

## Phát hành
Bộ phim được công chiếu trên MBC TV vào thứ sáu và thứ bảy hàng tuần lúc 21:50 (KST) từ ngày 22 tháng 11 năm 2024. Netflix đã thông báo rằng bộ phim sẽ được phát trực tuyến độc quyền trên nền tảng của họ.

## Nhạc phim

### Phần 1
| Phát hành vào ngày 30 tháng 11 năm 2024 | Phát hành vào ngày 30 tháng 11 năm 2024 | Phát hành vào ngày 30 tháng 11 năm 2024 | Phát hành vào ngày 30 tháng 11 năm 2024 | Phát hành vào ngày 30 tháng 11 năm 2024 | Phát hành vào ngày 30 tháng 11 năm 2024 |
| STT                                     | Nhan đề                                 | Phổ lời                                 | Phổ nhạc                                | Nghệ sĩ                                 | Thời lượng                              |
| --------------------------------------- | --------------------------------------- | --------------------------------------- | --------------------------------------- | --------------------------------------- | --------------------------------------- |
| 1.                                      | "See The Light"                         | Kinsha                                  | AllThou Suhyun Kim                      | Im Hyun-sik                             | 3:02                                    |
| 2.                                      | "See The Light" (Nh.c.)                 |                                         | AllThou Suhyun Kim                      |                                         | 3:02                                    |
| Tổng thời lượng:                        | Tổng thời lượng:                        | Tổng thời lượng:                        | Tổng thời lượng:                        | Tổng thời lượng:                        | 6:04                                    |

### Phần 2
| Phát hành vào ngày 7 tháng 12 năm 2024 | Phát hành vào ngày 7 tháng 12 năm 2024 | Phát hành vào ngày 7 tháng 12 năm 2024    | Phát hành vào ngày 7 tháng 12 năm 2024                                            | Phát hành vào ngày 7 tháng 12 năm 2024 | Phát hành vào ngày 7 tháng 12 năm 2024 |
| STT                                    | Nhan đề                                | Phổ lời                                   | Phổ nhạc                                                                          | Nghệ sĩ                                | Thời lượng                             |
| -------------------------------------- | -------------------------------------- | ----------------------------------------- | --------------------------------------------------------------------------------- | -------------------------------------- | -------------------------------------- |
| 1.                                     | "Numb"                                 | Red Anne (BADX) Nam Hee-yoon (Anne Story) | Maxx Song (BADX) Sam Carter (MonoTree) Jisan Park (BADX) True Choi (BADX) Ton Kim | Lim Yeon                               | 3:17                                   |
| 2.                                     | "Numb" (Nh.c.)                         |                                           | Maxx Song (BADX) Sam Carter (MonoTree) Jisan Park (BADX) True Choi (BADX) Ton Kim |                                        | 3:17                                   |
| Tổng thời lượng:                       | Tổng thời lượng:                       | Tổng thời lượng:                          | Tổng thời lượng:                                                                  | Tổng thời lượng:                       | 6:34                                   |

### Phần 3
| Phát hành vào ngày 14 tháng 12 năm 2024 | Phát hành vào ngày 14 tháng 12 năm 2024 | Phát hành vào ngày 14 tháng 12 năm 2024 | Phát hành vào ngày 14 tháng 12 năm 2024 | Phát hành vào ngày 14 tháng 12 năm 2024 | Phát hành vào ngày 14 tháng 12 năm 2024 |
| STT                                     | Nhan đề                                 | Phổ lời                                 | Phổ nhạc                                | Nghệ sĩ                                 | Thời lượng                              |
| --------------------------------------- | --------------------------------------- | --------------------------------------- | --------------------------------------- | --------------------------------------- | --------------------------------------- |
| 1.                                      | "Hear Me Out"                           | Kim A-Hyun                              | Kim Lee-Hyeon Noh Hyeong-Woo            | Suran                                   | 3:43                                    |
| 2.                                      | "Hear Me Out" (Nh.c.)                   |                                         | Kim Lee-Hyeon Noh Hyeong-Woo            |                                         | 3:43                                    |
| Tổng thời lượng:                        | Tổng thời lượng:                        | Tổng thời lượng:                        | Tổng thời lượng:                        | Tổng thời lượng:                        | 7:26                                    |

### Phần 4
| Phát hành vào ngày 21 tháng 12 năm 2024 | Phát hành vào ngày 21 tháng 12 năm 2024 | Phát hành vào ngày 21 tháng 12 năm 2024 | Phát hành vào ngày 21 tháng 12 năm 2024 | Phát hành vào ngày 21 tháng 12 năm 2024 | Phát hành vào ngày 21 tháng 12 năm 2024 |
| STT                                     | Nhan đề                                 | Phổ lời                                 | Phổ nhạc                                | Nghệ sĩ                                 | Thời lượng                              |
| --------------------------------------- | --------------------------------------- | --------------------------------------- | --------------------------------------- | --------------------------------------- | --------------------------------------- |
| 1.                                      | "May l Love You?"                       | Dinnercoat                              | Kim Dinnercoat Yoo Junghyun             | Jae Yeon                                | 3:53                                    |
| 2.                                      | "May l Love You?" (Nh.c.)               |                                         | Kim Dinnercoat Yoo Junghyun             |                                         | 3:53                                    |
| Tổng thời lượng:                        | Tổng thời lượng:                        | Tổng thời lượng:                        | Tổng thời lượng:                        | Tổng thời lượng:                        | 7:44                                    |

### Phần 5
| Phát hành vào ngày 28 tháng 12 năm 2024 | Phát hành vào ngày 28 tháng 12 năm 2024 | Phát hành vào ngày 28 tháng 12 năm 2024 | Phát hành vào ngày 28 tháng 12 năm 2024 | Phát hành vào ngày 28 tháng 12 năm 2024 | Phát hành vào ngày 28 tháng 12 năm 2024 |
| STT                                     | Nhan đề                                 | Phổ lời                                 | Phổ nhạc                                | Nghệ sĩ                                 | Thời lượng                              |
| --------------------------------------- | --------------------------------------- | --------------------------------------- | --------------------------------------- | --------------------------------------- | --------------------------------------- |
| 1.                                      | "I Feel It Now"                         | sla Im Se-Jun Klozer                    | Klozer Im Se-Jun sla Sondia             | Whee In                                 | 3:54                                    |
| 2.                                      | "I Feel It Now" (Nh.c.)                 |                                         | Klozer Im Se-Jun sla Sondia             |                                         | 3:54                                    |
| Tổng thời lượng:                        | Tổng thời lượng:                        | Tổng thời lượng:                        | Tổng thời lượng:                        | Tổng thời lượng:                        | 7:45                                    |

### Phần 6
| Phát hành vào ngày 4 tháng 1 năm 2025 | Phát hành vào ngày 4 tháng 1 năm 2025 | Phát hành vào ngày 4 tháng 1 năm 2025 | Phát hành vào ngày 4 tháng 1 năm 2025 | Phát hành vào ngày 4 tháng 1 năm 2025 | Phát hành vào ngày 4 tháng 1 năm 2025 |
| STT                                   | Nhan đề                               | Phổ lời                               | Phổ nhạc                              | Nghệ sĩ                               | Thời lượng                            |
| ------------------------------------- | ------------------------------------- | ------------------------------------- | ------------------------------------- | ------------------------------------- | ------------------------------------- |
| 1.                                    | "Say My Name"                         | Chae Si-hyeon                         | Alysa William Seldahl                 | Yoo Yeon-seok                         | 3:30                                  |
| 2.                                    | "Say My Name" (Nh.c.)                 |                                       | Alysa William Seldahl                 |                                       | 3:30                                  |
| Tổng thời lượng:                      | Tổng thời lượng:                      | Tổng thời lượng:                      | Tổng thời lượng:                      | Tổng thời lượng:                      | 7:00                                  |

## Tỷ suất người xem
| Mùa | Mùa | Số tập | Số tập | Số tập | Số tập | Số tập | Số tập | Số tập | Số tập | Số tập | Số tập | Số tập | Số tập | Trung bình |
| Mùa | Mùa | 1      | 2      | 3      | 4      | 5      | 6      | 7      | 8      | 9      | 10     | 11     | 12     | Trung bình |
| --- | --- | ------ | ------ | ------ | ------ | ------ | ------ | ------ | ------ | ------ | ------ | ------ | ------ | ---------- |
|     | 1   | 0.852  | 0.855  | 0.942  | 1.020  | 1.054  | 1.343  | 1.048  | 1.248  | 1.130  | 1.380  | 1.469  | 1.652  | 1.166      |

| Tập phim | Ngày phát sóng ban đầu | Tỷ lệ khán giả trung bình | Tỷ lệ khán giả trung bình |
| Tập phim | Ngày phát sóng ban đầu | Nielsen Korea             | Nielsen Korea             |
| Tập phim | Ngày phát sóng ban đầu | Toàn quốc                 | Seoul                     |
| --- | ---------------------- | ------------------------- | ------------------------- |
| 1 | 22 tháng 11 năm 2024   | 5.5% (hạng 9)             | 5.4% (hạng 9)             |
| 2 | 23 tháng 11 năm 2024   | 4.7% (hạng 11)            | 4.8% (hạng 7)             |
| 3 | 29 tháng 11 năm 2024   | 6.0% (hạng 9)             | 5.6% (hạng 11)            |
| 4 | 30 tháng 11 năm 2024   | 5.7% (hạng 4)             | 6.0% (hạng 3)             |
| 5 | 13 tháng 12 năm 2024   | 5.9% (hạng 9)             | 5.3% (hạng 9)             |
| 6 | 14 tháng 12 năm 2024   | 6.9% (hạng 5)             | 6.4% (hạng 5)             |
| 7 | 20 tháng 12 năm 2024   | 6.0% (hạng 10)            | 5.1% (hạng 9)             |
| 8 | 21 tháng 12 năm 2024   | 7.0% (hạng 2)             | 6.8% (hạng 3)             |
| 9 | 27 tháng 12 năm 2024   | 6.4% (hạng 9)             | 6.0% (hạng 9)             |
| 10 | 28 tháng 12 năm 2024   | 7.5% (hạng 3)             | 7.4% (hạng 3)             |
| 11 | 3 tháng 1 năm 2025     | 8.3% (hạng 4)             | 8.8% (hạng 4)             |
| 12 | 4 tháng 1 năm 2025     | 8.6% (hạng 3)             | 8.5% (hạng 3)             |
| Trung bình | Trung bình             | 6.542%                    | 6.342%                    |
| - Trong bảng trên, số màu xanh dương đại diện cho tỷ lệ phần trăm thấp nhất và số màu đỏ đại diện cho tỷ lệ phần trăm cao nhất. |                        |                           |                           |

## Đón nhận
Khi điện thoại đổ chuông với 6,6 triệu lượt xem trên toàn cầu, bộ phim được xếp thứ hai trên bảng xếp hạng "Chương trình truyền hình (không sử dụng tiếng Anh)" của Netflix với 6,6 triệu lượt xem tính đến ngày 1 tháng 12. Từ ngày 25 tháng 11 đến ngày 1 tháng 12, bộ phim đứng đầu trong danh sách Top 10 chương trình truyền hình tại 30 quốc gia, bao gồm Brazil, Mexico, Morocco, Ả Rập Xê Út, Việt Nam, Đài Loan, Hồng Kông, Philippines và Malaysia.
Bên cạnh sự thành công toàn cầu, bộ phim còn tạo được tiếng vang lớn tại Hàn Quốc, dẫn đầu hạng mục phim truyền hình trên bảng xếp hạng FUNdex của Good Data Corporation trong tuần thứ tư của tháng 11 và đứng đầu bảng xếp hạng truyền hình lẫn OTT trong vòng hai tuần kể từ khi ra mắt. Yoo Yeon-seok và Chae Soo-bin lần lượt xếp hạng nhất và nhì về mức độ phổ biến của diễn viên, trong khi bộ phim vượt trội trên nhiều tiêu chí, bao gồm cả hạng mục Voice of Netizens (VON).

### Giải thưởng
| Lễ trao giải                     | Năm  | Hạng mục                                              | Người / Tác phẩm được đề cử   | Kết quả   | Th.kh         |
| -------------------------------- | ---- | ----------------------------------------------------- | ----------------------------- | --------- | ------------- |
| Giải thưởng phim truyền hình MBC | 2024 | Cặp đôi đẹp nhất                                      | Chae Soo-bin và Yoo Yeon-seok | Đoạt giải | [ 20 ] [ 21 ] |
| Giải thưởng phim truyền hình MBC | 2024 | Nữ diễn viên mới xuất sắc nhất                        | Jang Gyu-ri                   | Đề cử     | [ 20 ] [ 21 ] |
| Giải thưởng phim truyền hình MBC | 2024 | Nam diễn viên mới xuất sắc nhất                       | Heo Nam-jun                   | Đoạt giải | [ 20 ] [ 21 ] |
| Giải thưởng phim truyền hình MBC | 2024 | Nữ diễn viên phụ xuất sắc nhất                        | Chu Sang-mi                   | Đề cử     | [ 20 ] [ 21 ] |
| Giải thưởng phim truyền hình MBC | 2024 | Phim truyền hình của năm                              | Khi điện thoại đổ chuông      | Đề cử     | [ 20 ] [ 21 ] |
| Giải thưởng phim truyền hình MBC | 2024 | Nữ diễn viên phim truyền hình ngắn tập xuất sắc       | Chae Soo-bin                  | Đoạt giải | [ 20 ] [ 21 ] |
| Giải thưởng phim truyền hình MBC | 2024 | Giải thưởng lớn (Daesang)                             | Yoo Yeon-seok                 | Đề cử     | [ 20 ] [ 21 ] |
| Giải thưởng phim truyền hình MBC | 2024 | Nam diễn viên phim truyền hình ngắn tập xuất sắc nhất | Yoo Yeon-seok                 | Đoạt giải | [ 20 ] [ 21 ] |

### Tranh cãi
Ở tập phim cuối cùng có cảnh mô tả quốc gia giả tưởng Paltima thực hiện các cuộc không kích nhằm vào một quốc gia khác là Izmael, đồng thời bắt giữ công dân Hàn Quốc làm con tin. Nhiều khán giả tin rằng hai quốc gia này đại diện cho Nhà nước Palestine và Israel. Điều này đã dẫn đến việc cư dân mạng kêu gọi tẩy chay bộ phim, cho rằng cách các nhà làm phim miêu tả cuộc xung đột Israel–Palestine có phần nhạy cảm. Một số khác cáo buộc nhà làm phim đã xuyên tạc cuộc xung đột hoặc cổ xúy cho chương trình nghị sự ủng hộ chủ nghĩa Zion. Hiện tại, các nhà làm phim vẫn chưa đưa ra lời giải thích nào về sự tranh cãi này.